# قتيلة بنت نوفل
قد اختلف في اسم هذه المرأة، فمنهم من يقول: هي قتيلة، بنت نوفل، بن أسد، ابن عبد العزى، بن قصي، وهي أخت ورقة بن نوفل. وقال السهيلي: اسمها رقيقة بنت نوفل تكنى أم قتال، وهي أخت ورقة بن نوفل. ومنهم من يقول: هي فاطمة بنت مر الخثعمية، وقيل غيرها. ونحن نذكر ما قالوه في ذلك.

## قصتها مع عبد الله بن عبد المطلب
فأما عبد الملك بن هشام فقال: لما انصرف عبد المطلب يوم الفداء آخذاً بيد ابنه عبد الله، فمر به على امرأةٍ من بني أسد، وهي أخت ورقة بن نوفل، وهي عند الكعبة، فقالت له حين نظرت إلى وجهه: أين تذهب يا عبد الله ؟ قال: مع أبي، قالت: لك مثل الإبل التي نحرت عنك وقع على الآن. قال: انا مع أبي، ولا أستطيع خلافه ولا فراقه، فخرج به عبد المطلب حتى أتى وهب ابن عبد مناف. وذكر خبر زواجه بآمنة، وانه وقع عليها كما ذكرناه انفاً. قال: ثم خرج من عندها فأتى المرأة التي عرضت عليه ما عرضت، فقال لها: مالك لا تعرضين علي اليوم ما كنت عرضت علي بالأمس ؟ قالت له: فارقك النور الذي كان معك بالأمس، فليس لي بك اليوم حاجة.
وقال الواقدي: هي قتيلة بنت نوفل. وعن ابن عباس رضي الله عنهما: انها امرأةٌ من بني أسد، وهي أخت ورقة. كانت تنظر وتعتاف، فمر بها عبد الله فدعته يستبضع منها ولزمت طرف ثوبه فأبى وقال: حتى آتيك، وخرج مسرعاً حتى دخل على آمنة فوقع عليها فحملت برسول الله صلى الله عليه وسلم، ثم رجع إلى المرأة وهي تنتظره فقال: هل لك في الذي عرضت علي ؟ فقالت: لا. مررت وفي وجهك نورٌ ساطع، ثم رجعت وليس فيه ذلك النور. قال: وقال بعضهم قالت: مررت وبين عينيك غرة مثل غرة الفرس، ورجعت وليس هي في وجهك.
وقال محمد بن عمر بن واقد، عن هشام بن محمد بن السائب الكلبي، عن أبيه، عن أبي الفياض الخثعمي، قال: مر عبد الله بأمرأة من خثعم يقال لها: فاطمة بنت مر، وكانت من أجمل الناس وأشبه وأعفه، وكانت قد قرأت الكتب، وكا شباب قريش يتحدثون إليها فرأت نور النبوة في وجه عبد الله فقالت: يا فتى ! من أنت ؟ فأخبرها قالت: هل لك أن تقع عليّ وأعطيك مائةً من الإبل؟ فنظر إليها وقال:
ثم مضى إلى امرأته آمنة بنت وهب، فكان معها، ثم ذكر الخثعمية وجمالها وما عرضت عليه، فأقبل عليها فلم ير منها من الإقبال عليه آخراً كما رآه منها أولاً فقال: هل لك فيما قلت لي ؟ فقالت: قد كان ذاك مرةً، فاليوم لا، فذهبت مثلأ، وقالت: أي شيء صنعت بعدي؟ قال: وقعت على زوجتي آمنة، قالت: إي والله لست بصاحبة ريبة، ولكني رأيت نور النبوة في وجهك، فأردت أن يكون ذاك فيّ، وأبى الله إلا أن يجعله حيث جعله. وبلغ شباب قريش ما عرضت على عبد الله وتأبيه عليها فذكروا ذلك لها فأنشئت تقول:
وقالت أيضاً:
وعن أبي يزيد المدني قال: نُبّئتً أن عبد الله أبا رسول الله صلى الله عليه وسلم أتى على امرأة من خثعم فرأت بين عينيه نوراً ساطعاً إلى السماء فقالت: هل لك فيّ؟ قال: نعم حتى أرمي الجمرة، فانطلق فرمي الجمرة، ثم أتى امرأته آمنة بنت وهب، ثم ذكر الخثعمية فأتاها فقالت: هل أتيت امرأةً بعدي؟ قال نعم، امرأتي آمنة بنت وهب، قالت: فلا حاجة لي فيك، انك مررت وبين عينيك نور ساطعٌ إلى السماء، فلما وقعت عليها ذهب؛ فأخبرها أنها قد حملت بخير أهل الأرض.